# 경상남도의 문화재자료 (제301호 ~ 제400호)
경상남도 문화재자료는 대한민국의 문화재자료 중에서 경상남도에 있는 것을 가리킨다.

## 지정목록

### 제301호 ~ 제400호
| 번호    | 사진 | 명칭                                                                                          | 소재지                                      | 관리자 (단체)                 | 지정일                                                                      | 참조 |
| 301호   |      | 통도사동치3년명신중도 (通度寺同治三年銘神衆圖)                                                | 경남 양산시 하북면 지산리 583               | 통도사                        | 2001년 9월 27일 지정                                                        |      |
| 302호   |      | 합천 용암서원 묘정비 (陜川 龍巖書院 廟庭碑)                                                   | 경남 합천군 남명로 72-1 (삼가면)            | 합천군                        | 2001년 12월 20일 지정                                                       |      |
| 303호   |      | 통도사광무3년명지장시왕탱 (通度寺光武三年銘地藏十王幀)                                        | 경남 양산시 하북면 지산리 583               | 통도사                        | 2001년 12월 20일 지정                                                       |      |
| 304호   |      | 산청 용산서당 (山淸 龍山書堂)                                                                 | 경남 산청군 오부면 가마길 10-4 (중촌리)     | 홍갑윤                        | 2001년 12월 20일 지정                                                       |      |
| 305호   |      | 영빈서원 (瀯濱書院)                                                                           | 경남 거창군 남하면 무릉리 1123              | 동래정씨영빈서원              | 2001년 12월 20일 지정                                                       |      |
| 306호   |      | 증형조판서김준민신도비및신도비각 (贈刑曹判書金俊民神道碑및神道碑閣)                           | 경남 진주시 이반성면 발산리 629             | 상산김씨제학공파발산문중      | 2001년 12월 20일 지정                                                       |      |
| 307호   |      | 진주향안 (晋州鄕案)                                                                           | 경남 진주시 남강로 626-36 국립진주박물관    | 국립진주박물관                | 2002년 2월 14일 지정                                                        |      |
| 308호   |      | 양금신보 (梁琴新譜)                                                                           | 경남 진주시 남강로 626-35 국립진주박물관    | 국립진주박물관                | 2002년 2월 14일 지정                                                        |      |
| 309호   |      | 강태중소장고문서 (姜泰中所藏古文書)                                                           | 경남 진주시 남강로 626-35 국립진주박물관    | 국립진주박물관                | 2002년 2월 14일 지정                                                        |      |
| 310호   |      | 상주주씨어은공파주용식소장고문서 (尙州周氏漁隱公派周容植所藏古文書)                           | 경남 창녕군 부곡면 노리 518                 | 주용식                        | 2002년 6월 7일 지정                                                         |      |
| 311호   |      | 벽오당현판 (碧梧堂懸板)                                                                       | 경남 진주시 남강로 626-100                  | 진양하씨대종중                | 2002년 6월 7일 지정                                                         |      |
| 312호   |      | 통도사아미타후불흑탱 (通度寺阿彌陀後佛黑幀)                                                   | 경남 양산시 하북면 지산리 583               | 통도사                        | 2002년 6월 7일 지정                                                         |      |
| 312-2호 |      | 통도사가경십구년아미타후불탱 (通度寺嘉慶拾玖年阿彌陀後佛幀)                                   | 경남 양산시 하북면 지산리 583               | 통도사                        | 2002년 6월 7일 지정                                                         |      |
| 312-3호 |      | 통도사성상이십이년병신아미타후불탱 (通度寺聖上二十二年丙申阿彌陀後佛幀)                       | 경남 양산시 하북면 지산리 583               | 통도사                        | 2002년 6월 7일 지정                                                         |      |
| 312-4호 |      | 통도사광서무인아미타후불탱 (通度寺光緖戊寅阿彌陀後佛幀)                                       | 경남 양산시 하북면 지산리 583               | 통도사                        | 2002년 6월 7일 지정                                                         |      |
| 313호   |      | 용담임흘관련고전적 (龍潭任屹關聯古典籍)                                                       | 경남 밀양시 내일동 318-2                    | 밀양시                        | 2002년 6월 7일 지정                                                         |      |
| 314호   |      | 산청정취암목조관음보살좌상 (山淸淨趣庵木造觀音菩薩坐像)                                       | 경남 산청군 신등면 둔철산로 675-87 (양전리) | 정취암                        | 2002년 8월 14일 지정, 2014년 1월 2일 해제, 경남 유형문화재 제543호로 승격   |      |
| 315호   |      | 통도사사명암감로탱 (通度寺泗溟庵甘露幀)                                                       | 경남 양산시 하북면 지산리 583               | 통도사                        | 2002년 8월 14일 지정                                                        |      |
| 316호   |      | 통도사함풍7년현왕탱 (通度寺咸豊七年現王幀)                                                    | 경남 양산시 하북면 지산리 583               | 통도사                        | 2002년 8월 14일 지정                                                        |      |
| 316-2호 |      | 통도사동치3년현왕탱 (通度寺同治三年現王幀)                                                    | 경남 양산시 하북면 지산리 583               | 통도사                        | 2002년 8월 14일 지정                                                        |      |
| 317호   |      | 통도사백련암동치2년석가모니후불탱 (通度寺白蓮庵同治二年釋迦牟尼後佛幀)                        | 경남 양산시 하북면 지산리 583               | 통도사                        | 2002년 8월 14일 지정                                                        |      |
| 318호   |      | 거창심우사삼장보살탱 (居昌尋牛寺三藏菩薩幀)                                                   | 경남 거창군 거창읍 대동리 703               | 거창포교당심우사              | 2002년 8월 14일 지정                                                        |      |
| 319호   |      | 양산성전암소장고서및고문서 (梁山聖田庵所藏古書및古文書)                                       | 경남 양산시 하북면 백록리 533               | 성전암                        | 2002년 8월 14일 지정                                                        |      |
| 320호   |      | 합천구평윤씨신도비 (陜川龜坪尹氏神道碑)                                                       | 경남 합천군 가회면 함방리 257,278           | 윤한덕                        | 2002년 8월 14일 지정                                                        |      |
| 321호   |      | 회계서당 (晦溪書堂)                                                                           | 경남 합천군 가회면 함방리 257               | 파평윤씨소정공파삼찬공문중    | 2002년 8월 14일 지정                                                        |      |
| 322호   |      | 구산서당 (龜山書堂)                                                                           | 경남 합천군 가회면 골말길 28-1              | 파평윤씨소정공파가회구산종중  | 2002년 8월 14일 지정                                                        |      |
| 323호   |      | 영사재 (永思齋)                                                                               | 경남 합천군 묘산면 화양안성길 126-19        | 윤창동                        | 2002년 8월 14일 지정                                                        |      |
| 324호   |      | 산청 평지리 김상소 소장 고문서 (山淸 坪地里 金相韶 所藏 古文書)                               | 경남 산청군                                 | 상산김씨문중                  | 2002년 10월 24일 지정                                                       |      |
| 325호   |      | 거제 세진암 목조여래삼존불좌상 (巨濟 洗塵庵 木造如來三尊佛坐像)                               | 경남 거제시 거제면 동상3길 31-6             | 세진암                        | 2002년 10월 24일 지정                                                       |      |
| 326호   |      | 함양 용추사 무학대사 영정 (咸陽 龍湫寺 無學大師 影幀)                                         | 경남 함양군 안의면 상원리 962               | 용추사                        | 2002년 10월 24일 지정                                                       |      |
| 326-2호 |      | 함양 용추사 청허대사 영정 (咸陽 龍湫寺 淸虛大師 影幀)                                         | 경남 함양군 안의면 상원리 962               | 용추사                        | 2002년 10월 24일 지정                                                       |      |
| 326-3호 |      | 함양 용추사 송운대사 영정 (咸陽 龍湫寺 松雲大師 影幀)                                         | 경남 함양군 안의면 상원리 962               | 용추사                        | 2002년 10월 24일 지정                                                       |      |
| 326-4호 |      | 함양 용추사 각연대사 영정 (咸陽 龍湫寺 覺然大師 影幀)                                         | 경남 함양군 안의면 상원리 962               | 용추사                        | 2002년 10월 24일 지정                                                       |      |
| 327호   |      | 진주사곡리진양하씨송정종택소장책판 (晉州士谷里晉陽河氏松亭宗宅所藏冊板)                       | 경남 진주시 수곡면 사곡로156번길 24-4       | 하병태                        | 2002년 12월 27일 지정                                                       |      |
| 328호   |      | 이사재 (尼泗齋)                                                                               | 경남 산청군 단성면 상동길 77 (사월리)       | 밀양박씨문중                  | 2003년 4월 17일 지정                                                        |      |
| 329호   |      | 비봉루 (飛鳳樓)                                                                               | 경남 진주시 창렬로 205-17                   | 정인화                        | 2003년 4월 17일 지정                                                        |      |
| 330호   |      | 김해 선지사 목조아미타여래좌상 및 복장물 일괄 (金海 仙地寺 木造阿彌陀如來坐像 및 服藏物 一括) | 경남 김해시 주촌면 서부로 1743번길 28       | 선지사                        | 2003년 6월 12일 지정, 2013년 1월 3일 해제, 경상남도 유형문화재 533호로 승격 |      |
| 331호   |      | 합천해인사존상도(전세조대왕진영) (陜川海印寺尊像圖(傳世祖大王眞影))                           | 경남 합천군 가야면 치인4길 118-4            | 해인사성보박물관              | 2003년 9월 18일 지정                                                        |      |
| 332호   |      | 창녕부곡이선환소장야은선생언행습유 (昌寧釜谷李善환所藏冶隱先生言行拾遺)                       | 경남 창녕군 부곡면 부곡리 187               | 이선홍                        | 2003년 9월 18일 지정                                                        |      |
| 333호   |      | 남해망운암석조보살좌상 (南海望雲庵石造菩薩坐像)                                               | 경남 남해군 남해읍 아산리 1413-1 망운암     | 망운암                        | 2003년 10월 30일 지정                                                       |      |
| 334호   |      | 남해망운암건륭을사명동종 (南海望雲庵乾隆乙巳銘銅鐘)                                           | 경남 남해군 남해읍 아산리 1413-1 망운암     | 망운암                        | 2003년 10월 30일 지정                                                       |      |
| 335호   |      | 창녕관산서당 (昌寧冠山書堂)                                                                   | 경남 창녕군 고암면 우천리 431               | 김희순                        | 2003년 10월 30일 지정                                                       |      |
| 336호   |      | 김해칠산재강당 (金海七山齋講堂)                                                               | 경남 김해시 칠산로 237번길 46-40            | 분성배씨대종회                | 2003년 10월 30일 지정                                                       |      |
| 337호   |      | 일수이원구저술및관련문서 (一수李元龜著述및關聯文書)                                           | 경남 합천군 창덕면 두곡1길 27-9             | 이갑영, 이기영                | 2003년 10월 30일 지정                                                       |      |
| 338호   |      | 경상대학교소장증도가 (慶尙大學校所藏證道가)                                                   | 경남 진주시 진주대로 501 경상대학교         | 경상대학교                    | 2004년 3월 18일 지정                                                        |      |
| 339호   |      | 경상대학교소장호구단자·준호구철 (慶尙大學校所藏戶口單子·準戶口綴)                             | 경남 진주시 진주대로 501 경상대학교         | 경상대학교                    | 2004년 3월 18일 지정                                                        |      |
| 340호   |      | 경상대학교소장청주한씨고문서 (慶尙大學校所藏淸州韓氏古文書)                                   | 경남 진주시 진주대로 501 경상대학교         | 경상대학교                    | 2004년 3월 18일 지정                                                        |      |
| 341호   |      | 진주대평정용균효행문서및정려비 (晋州大坪鄭龍均孝行文書및旌閭碑)                               | 경남 진주시 대평면 상촌리 산 121            | 정규현                        | 2004년 3월 18일 지정                                                        |      |
| 342호   |      | 양산내원사석조보살좌상 (梁山內院寺石造菩薩坐像)                                               | 경남 양산시 하북면 용연리 291               | 내원사                        | 2004년 3월 18일 지정                                                        |      |
| 343호   |      | 풍천 노씨 대종가 (豊川盧氏大宗家)                                                             | 경남 함양군 지곡면 개평리 264               | 풍천 노씨 신의 제종중         | 2004년 3월 18일 지정                                                        |      |
| 344호   |      | 대각서원 (大覺書院)                                                                           | 경남 진주시 수곡면 대각길 104-21            | 대각서원칠인회                | 2004년 3월 18일 지정                                                        |      |
| 345호   |      | 진주평촌리은헌고택 (晋州坪村里隱軒古宅)                                                       | 경남 진주시 이반성면 오봉산로938번길 27-8   | 청주한씨은헌공파종중          | 2004년 3월 18일 지정                                                        |      |
| 346호   |      | 모현정 (慕賢亭)                                                                               | 경남 거창군 가조면 도리 58                  | 흥해최씨평촌공파종중          | 2004년 3월 18일 지정                                                        |      |
| 347호   |      | 남해용문사건양2년영산회상탱 (南海龍門寺建陽二年靈山會上幀)                                    | 경남 남해군 이동면 용소리 868               | 용문사                        | 2004년 7월 1일 지정                                                         |      |
| 348호   |      | 진주단목리담산고택소장창주집책판 (晋州丹牧里澹山古宅所藏滄洲集冊版)                           | 경남 진주시 대곡면 단목길7번길 24           | 하택선                        | 2004년 7월 1일 지정                                                         |      |
| 349호   |      | 진주단목리담산고택소장관포시집 (晉州丹牧里澹山古宅所藏灌圃詩集)                               | 경남 진주시 대곡면 단목길7번길 24           | 하택선                        | 2004년 7월 1일 지정                                                         |      |
| 350호   |      | 박효근효행관련고문서 (朴孝根孝行關聯古文書)                                                   | 경남 진주시 진주대로 501 경상대학교         | 경상대학교                    | 2004년 7월 1일 지정                                                         |      |
| 351호   |      | 남해용문사소장문헌 (南海龍門寺所藏文獻)                                                       | 경남 남해군 이동면 용소리 868               | 용문사                        | 2004년 7월 1일 지정                                                         |      |
| 352호   |      | 남해용문사삼장보살탱 (南海龍門寺三藏菩薩幀)                                                   | 경남 남해군 이동면 용소리 868               | 용문사                        | 2004년 7월 1일 지정                                                         |      |
| 353호   |      | 남해용문사건양2년신중탱 (南海龍門寺建陽二年神衆幀)                                            | 경남 남해군 이동면 용소리 868               | 용문사                        | 2004년 7월 1일 지정                                                         |      |
| 354호   |      | 창녕교리신씨고가2 (昌寧校里辛氏古家2)                                                         | 경남 창녕군 창녕읍 영산면 교리 91           | 창녕군                        | 2004년 7월 1일 지정                                                         |      |
| 355호   |      | 창녕석리성씨고가 (昌寧石里成氏古家)                                                           | 경남 창녕군 대지면 석리 322                 | 성기상                        | 2004년 7월 1일 지정                                                         |      |
| 356호   |      | 함양도천리하륜부조묘 (咸陽道川里河崙不조廟)                                                   | 경남 함양군 병곡면 도천리 441               | 하종규                        | 2004년 7월 1일 지정                                                         |      |
| 357호   |      | 경덕단 (景德壇)                                                                               | 경남 밀양시 무안면 무안리 854               | 밀성박씨정국군파종중          | 2004년 10월 21일 지정                                                       |      |
| 358호   |      | 조광익효자정려각 (曺光益孝子旌閭閣)                                                           | 경남 밀양시 초동면 오방리 63                | 창녕조씨오봉제종회            | 2004년 10월 21일 지정                                                       |      |
| 359호   |      | 진주 경로당 (晋州 敬老堂)                                                                     | 경남 진주시 옥봉길 19                       | 진주경로회                    | 2004년 10월 21일 지정, 2015년 11월 5일 명칭변경                             |      |
| 360호   |      | 함양개평리노참판댁고가 (咸陽介坪里盧參判宅古家)                                               | 경남 함양군 지곡면 개평리 307-1             | 노철환                        | 2004년 10월 21일 지정                                                       |      |
| 361호   |      | 함양개평리하동정씨고가 (咸陽介坪里河東鄭氏古家)                                               | 경남 함양군 지곡면 개평리 213               | 정흥균                        | 2004년 10월 21일 지정                                                       |      |
| 362호   |      | 춘우정 (春雨亭)                                                                               | 경남 합천군 가회면 신등가회로 730           | 파평윤씨소정공파직장공문중    | 2004년 10월 21일 지정                                                       |      |
| 363호   |      | 의령 수도사 칠성탱 (宜寧 修道寺 七星幀)                                                       | 경남 의령군 용덕면 덕암로 581-137           | 수도사                        | 2005년 1월 13일 지정                                                        |      |
| 364호   |      | 통도사 취운암 지장시왕탱 (通度寺 翠雲庵 地藏十王幀)                                           | 경남 양산시 하북면 지산리 583               | 통도사                        | 2005년 1월 13일 지정                                                        |      |
| 365호   |      | 거창 연안이씨 호구단자와 준호구 (居昌 延安李氏 戶口單子와 準戶口)                             | 경남 거창군 거창읍 대동리 135               | 이현귀                        | 2005년 1월 13일 지정                                                        |      |
| 366호   |      | 물계서원 원정비 (勿溪書院 院庭碑)                                                             | 경남 창녕군 대지면 모산리 80 물계서원       | 창녕성씨대종회(성필환)        | 2005년 1월 13일 지정                                                        |      |
| 367호   |      | 창녕 동산서당 소장 광산노씨세보 (昌寧 東山書堂 所藏 光山盧氏世譜)                             | 경남 창녕군 이방면 동산리 93                | 광주노씨창녕문중              | 2005년 1월 13일 지정                                                        |      |
| 368호   |      | 창녕 동산서당 소장 한강연원록 (昌寧 東山書堂 所藏 寒崗淵源綠)                                 | 경남 창녕군 이방면 동산리 93                | 광주노씨창녕문중              | 2005년 1월 13일 지정                                                        |      |
| 369호   |      | 창녕 동산서당 소장 책판 (昌寧 東山書堂 所藏 冊版)                                             | 경남 창녕군 이방면 동산리 93                | 광주노씨창녕문중              | 2005년 1월 13일 지정                                                        |      |
| 370호   |      | 창녕 동산서당 강당 (昌寧 東山書堂 講堂)                                                       | 경남 창녕군 이방면 동산리 93                | 광주노씨창녕문중              | 2005년 1월 13일 지정                                                        |      |
| 371호   |      | 거창영은고택 (居昌靈隱古宅)                                                                   | 경남 거창군 웅양면 동호리 847               | 이능화                        | 2005년 3월 31일 지정                                                        |      |
| 372호   |      | 하동금성사목조보살좌상 (河東金城寺木造菩薩坐像)                                               | 경남 하동군 진교면 고룡리 산80 금성사       | 금성사                        | 2005년 3월 31일 지정                                                        |      |
| 373호   |      | 고성 철산정사 (固城 鐵山精舍)                                                                 | 경남 고성군 구절로 462-1 (동해면)           | .                             | 2005년 7월 21일 지정                                                        |      |
| 374호   |      | 북산정 (北山亭)                                                                               | 경남 합천군 삼가면 외토1길 38               | 문화류씨북산정종중            | 2005년 7월 21일 지정                                                        |      |
| 375호   |      | 두산정 (杜山亭)                                                                               | 경남 합천군 삼가면 두모2길 7                | 청송심씨합천군종회            | 2005년 7월 21일 지정                                                        |      |
| 376호   |      | 창녕 소곡서당 (昌寧 蘇谷書堂)                                                                 | 경남 창녕군 고암면 우천리 775               | 장연노씨소곡재종친회          | 2005년 7월 21일 지정                                                        |      |
| 377호   |      | 남해 용문사 동종 (南海 龍門寺 銅鐘)                                                           | 경남 남해군 이동면 용소리 868               | 용문사                        | 2005년 7월 21일 지정                                                        |      |
| 378호   |      | 남해 용문사 청동반자 (南海 龍門寺 靑銅飯子)                                                   | 경남 남해군 이동면 용소리 868               | 용문사                        | 2005년 7월 21일 지정                                                        |      |
| 379호   |      | 통영미륵불사석조보살좌상 (統營彌勒佛寺石造菩薩坐像)                                           | 경남 통영시 광도면 황리 1466                | 통영 미륵불사                 | 2005년 10월 13일 지정                                                       |      |
| 380호   |      | 함양군자정 (咸陽君子亭)                                                                       | 경남 함양군 함양군 서하면 봉전리 2006       | 정선전씨 거연정 문중          | 2005년 10월 13일 지정                                                       |      |
| 381호   |      | 함양동호정 (咸陽東湖亭)                                                                       | 경남 함양군 서하면 황산리 842               | 거창장씨 문중                 | 2005년 10월 13일 지정                                                       |      |
| 382호   |      | 함양심원정 (咸陽尋源亭)                                                                       | 경남 함양군 안의면 하원리 1353              | 정심원정 종중                 | 2005년 10월 13일 지정                                                       |      |
| 383호   |      | 양산통도사극락암석조관음보살좌상 (梁山通度寺極樂庵石造觀音菩薩坐像)                           | 경남 양산시 하북면 지산리 583               | 통도사 극락암                 | 2005년 10월 13일 지정                                                       |      |
| 384호   |      | 양산통도사극락암도광원년아미타후불탱 (梁山通度寺極樂庵道光元年阿彌陀後佛幀)                   | 경남 양산시 하북면 지산리 583               | 통도사극락암                  | 2005년 10월 13일 지정                                                       |      |
| 385호   |      | 양산통도사극락암가경이십삼년신중탱 (梁山通度寺極樂庵嘉慶二十三年神衆幀)                       | 경남 양산시 하북면 지산리 583               | 통도사 극락암                 | 2005년 10월 13일 지정                                                       |      |
| 386호   |      | 양산통도사극락암청동반자 (梁山通度寺極樂庵靑銅飯子)                                           | 경남 양산시 하북면 지산리 583               | 통도사 극락암                 | 2005년 10월 13일 지정                                                       |      |
| 387호   |      | 양산천태정사목조아미타여래좌상및복장유물일괄 (梁山天台精舍木造阿彌陀如來坐像및腹藏遺物一括)   | 경남 양산시 원동면 용당리 산1003            | 양산 천태정사                 | 2005년 10월 13일 지정                                                       |      |
| 388호   |      | 밀양청운리안세환가옥 (密陽靑雲里安世煥家屋)                                                   | 경남 밀양시 부북면 청운리 632               | 안세환                        | 2006년 1월 12일 지정                                                        |      |
| 389호   |      | 금헌이장곤묘도비 (琴軒李長坤墓道碑)                                                           | 경남 창녕군 대합면 대동리 산6번지           | 벽진이씨 금호재종중           | 2006년 1월 12일 지정                                                        |      |
| 390호   |      | 한사강대수교지 (寒沙姜大遂敎旨)                                                               | 경남 합천군 합천읍 남정2길 6-1              | 진주강씨 은열공파 진천군종중  | 2006년 1월 12일 지정                                                        |      |
| 391호   |      | 한사집책판 (寒沙集冊版)                                                                       | 경남 합천군 합천읍 남정2길 6-1              | 진주강씨 은열공파 진천군종중  | 2006년 1월 12일 지정                                                        |      |
| 392호   |      | 송계신계성여표비 (松溪申季誠閭表碑)                                                           | 경남 밀양시 부북면 후사포리 72번지          | 평산신씨 사부공파 종종        | 2006년 1월 12일 지정                                                        |      |
| 393호   |      | 밀양삼랑진후조창유지비석군 (密陽三浪津後曹倉遺址碑石群)                                       | 경남 밀양시 삼랑진읍 삼랑리 612             | 여흥민씨 이참공파 밀양종중    | 2006년 1월 12일 지정                                                        |      |
| 394호   |      | 남해용문사봉서루 (南海龍門寺鳳棲樓)                                                           | 경남 남해군 이동면 용소리 868번지           | 용문사                        | 2006년 4월 6일 지정                                                         |      |
| 395호   |      | 하동서황리경현당 (河東西黃里景賢堂)                                                           | 경남 하동군 북천면 서황리 954번지           | 전주최씨 문중                 | 2006년 4월 6일 지정                                                         |      |
| 396호   |      | 함안능가사칠성탱 (咸安楞伽寺七星幀)                                                           | 경남 함안군 칠서면 계내리 1151번지          | 능가사                        | 2006년 4월 6일 지정                                                         |      |
| 397호   |      | 함양법인사지장탱 (咸陽法印寺地藏幀)                                                           | 경남 함양군 안의면 금천리 177-3번지         | 법인사                        | 2006년 4월 6일 지정                                                         |      |
| 398호   |      | 진주원계리밀양손씨경인보 (晋州元溪里密陽孫氏庚寅譜)                                           | 경남 진주시                                 | 손도근                        | 2006년 4월 6일 지정                                                         |      |
| 399호   |      | 밀양 교동 밀성손씨 고가 (密陽 校洞 密城孫氏 古家)                                             | 경남 밀양시 교동 789                        | 밀양손씨 교동파 종중          | 2006년 7월 20일 지정                                                        |      |
| 400호   |      | 진주 원계리 영모재 (晋州 元溪里 永慕齋)                                                       | 경남 진주시 수곡면 시묘산실316번길 69-21    | 밀양손씨 오곡공파 종중 손영모 | 2006년 7월 20일 지정                                                        |      |